# Calera (Oklahoma)
Calera – miasto w Stanach Zjednoczonych, w stanie Oklahoma, w hrabstwie Bryan.